# Société Nationale des Constructions Aéronautiques du Sud-Ouest - SNCASO
La Société Nationale des Constructions Aéronautiques du Sud-Ouest más conocida por el acrónimo SNCASO, fue una sociedad anónima mixta nacida por la agrupación de las plantas de fabricación de las siguientes empresas:
- Blériot Aéronautique
- Avions Marcel Bloch
- Société Aéronautique du Sud-Ouest (SASO)
- Usine de Construction Aéronautique (UCA)
- Société aérienne bordelaise - SAB
- Lioré et Olivier

## Contexto político
En 1936 el Frente Popular francés logra ganar las elecciones legislativas, y Léon Blum es designado primer ministro. Dentro de su gobierno se realizan una serie de reformas económicas, una de las cuales consiste en un fuerte plan de nacionalizaciones que alcanzan a empresas aeronáuticas, armamentistas y ferrocarriles.
De las empresas aeronáuticas, se conforman seis sociedades para la construcción de aeronaves (SNCASE, SNCASO, SNCAN, SNCAO, SNCAM, SNCAC) y una dedicada a la fabricación de motores de aviación (SNCM-Lorraine-Dietrich).

## Historia
SNCASO, tras su formación continuó con algunos desarrollos de sus empresas conformantes. A finales de 1940, se produce una reorganización del esquema de fabricantes, y se absorbe a SNCAO.
Con el inicio de la Segunda Guerra Mundial, la investigación de nuevos proyectos se hace más lenta. Se presentan aeronaves comerciales y se realizan estudios secretos sobre un reactor, los cuales solamente podrán finalizarse después de finalizada la guerra.
La llegada de la década de 1950 significó replantear muchos esquemas en desarrollos, con el creciente uso del turborreactor, como motor de aviación y la Guerra Fría como contexto político. Para finales de esa década (1957), se fusionan SNCASE y SNCASO en una nueva empresa Sud Aviation.

## Proyectos
Los proyectos realizados en los veinte años de vida de esta empresa, fueron los siguientes:
- SO.30 Bretagne (1945) - Bimotor de transporte civil
- SO.80 Biarritz (1942) - Proyecto monoplano bimotor de entrenamiento/transporte ligero
- SO.90 Bayonne (1943) - Monoplano bimotor de entrenamiento/transporte ligero
- SO.90 Corse (1947) - Bimotor de transporte civil
- SO.95 Corse II (1947) - Bimotor de transporte militar
- SO.177 (1940) - Bimotor de reconocimiento
- SO.1100 Ariel (1947) - Helicóptero ligero experimental
- SO.1220 Djinn (1953) - Helicóptero ligero biplaza
- SO.1310 Farfardet (1953) - Convertiplano experimental
- SO.3050 (1945) - Prototipo monoplano biplaza de turismo
- SO.4000 (1951) - Prototipo bombardero birreactor experimental
- SO.4050 Vautour (1952) - Birreactor de caza polivalente
- SO.6000 Triton (1946) - Prototipos reactor de caza experimentales. Primer avión reactor francés
- SO.6020 Espadon (1948) - Prototipo reactor interceptor experimental
- SO.7010 Pégase (1948) - Monoplano bimotor de turismo y negocios
- SO.7050 Deauville (1948) - Monoplano monomotor ligero de turismo
- SO.8000 Narval (1949) - Prototipo monoplano monomotor (impulsor) de ataque táctico embarcado
- SO.9000 Trident (1953) - Prototipo reactor interceptor experimental de propulsión mixta (turborreactores y motor cohete)
- SO.P-1 Ferblantine (1941) - Planeador de construcción metálica

- Datos: Q1781354
- Multimedia: SNCASO / Q1781354